# Saut de la Bourrique
Le saut de la Bourrique est une chute d'eau du massif des Vosges située sur la commune de Gérardmer.